# Breaking the Habit
«Breaking the Habit» —en español: «Rompiendo el hábito»— es el sexto sencillo de Meteora, segundo álbum de estudio de Linkin Park. En ese disco, ocupa la pista n.º 9. El inicio de la canción es la continuación de una explosión, que era el final de la pista anterior "Figure.09".

## Canción
"Breaking The Habit" contiene elementos de música electrónica, piano y guitarra. No hay riffs de guitarra distorsionada, y es el primer sencillo publicado por Linkin Park que no incluye la voz de Mike Shinoda. 
Un error común acerca de esta canción es que fue escrito por el cantante Chester Bennington, cuando en realidad, Mike es el escritor original. Mike escribió la canción mucho antes de que la banda se formara, incluso mucho antes de que Chester formara parte de la banda. Sin embargo la canción no fue incluida en  Hybrid Theory  ya que en ese momento no estaba del todo terminada. La canción se basó en la adicción a las drogas que tenía un amigo cercano. Algo común que cree la gente, es que fue basada en Bennington, debido a su extendido uso indebido de drogas, aunque como se citó anteriormente Shinoda comenzó a escribir la canción antes de que se reuniera con Chester.
Mike Shinoda dijo que la canción originalmente iba a ser una pista instrumental con más de diez minutos de duración, pero fue convencido por la banda para cambiarlo.

## Vídeo musical
El video musical, codirigida por Joe Hahn y Kazuto Nakazawa, utiliza una animación con estilo anime, y fue creado por superflat en el estudio de anime Studio 4 °C.
El video estuvo grabado por la banda interpretando la canción y más tarde hecho por rotoscopio. El estilo de animación está vinculada al segmento animado de Kill Bill Vol. 1 (2003) de Quentin Tarantino. Este vídeo también ha sido la favorita de los televidentes de MTV, al ganar el premio Elección del público y Mejor video rock en los MTV Video Music Awards del año 2004. 
Al comienzo del video, un hombre se muestra acostado en el techo de un auto. El coche está rodeado por cintas de policía, y una multitud se empieza a reunir. Se muestra a la policía investigando la razón de la caída. El video luego muestra a otros personajes, muchos demostrando depresión o frustración. El primer personaje protagonista que se muestra es una niña que rompe un espejo, y luego escribe "I'm nothing" (No soy nada) en una hoja de papel. A continuación, recoge un vidrio roto y se corta en la mano, con la sangre que le sale, mancha el papel. A lo largo de todo el vídeo, hay un humo que gira en torno a la historias de los personajes, y se ve la cara de Chester Bennington durante varias partes (33 veces, en un recuento). De repente, el humo fluye hacia la boca del cadáver. Luego de esto, el video se retrocede, revelando más información sobre los personajes y sus historias. Durante el retroceso, el cadáver vuela hacia el techo de un edificio alto, revelando que se trataba de Chester quien había muerto. Una vez que Chester llega hacia arriba, toda la banda se muestra interpretando la canción hasta el final.
También hay un segundo vídeo musical, titulado "Breaking the Habit (5.28.04 3:37 PM)", que muestra la banda interpretando la canción en un estudio. El video fue dirigido por Kimo Proudfoot, y está disponible en el DVD "Breaking The Habit".

## Lista de canciones
1. «Breaking the Habit» - 3:16
2. «Crawling» (En vivo) - 3:30
3. «Breaking the Habit» (Video) - 3:16

## Listas
| Lista musical (2004)                    | Mejor posición |
| --------------------------------------- | -------------- |
| Alemania (Media Control AG)             | 25             |
| Australia (ARIA)                        | 23             |
| Austria (Ö3 Austria Top 40)             | 43             |
| Estados Unidos (Billboard Hot 100)      | 20             |
| Estados Unidos (Modern Rock Tracks)     | 1              |
| Estados Unidos (Mainstream Rock Tracks) | 1              |
| Estados Unidos (Top 40 Mainstream)      | 15             |
| Francia (SNEP)                          | 27             |
| Irlanda (IRMA)                          | 46             |
| Nueva Zelanda (Recorded Music NZ)       | 27             |
| Países Bajos (Dutch Top 40)             | 19             |
| Polonia (ZPAV)                          | 1              |
| Reino Unido (UK Singles Chart)          | 39             |
| Suiza (Schweizer Hitparade)             | 56             |

| Lista de video musical (2004)        | Posición máxima |
| ------------------------------------ | --------------- |
| México Launch Metal Video en Telehit | 2               |
| Los 100+ Pedidos Norte               | 11              |
| Los 100+ Pedidos Sur                 | 7               |

### Sucesión en listas
| Anterior: «Just Like You» de Three Days Grace | Modern Rock Tracks — Sencillo Nro 1 28 de agosto de 2004 — 18 de septiembre de 2004         | Siguiente: «American Idiot» de Green Day       |
| Anterior: «Just Like You» de Three Days Grace | Mainstream Rock Tracks — Sencillo Nro 1 11 de septiembre de 2004 — 25 de septiembre de 2004 | Siguiente: «Fall to Pieces» de Velvet Revolver |

## Miembros
- Chester Bennington - Vocales
- Rob Bourdon - Batería
- Brad Delson - Guitarra
- Joe Hahn - Tornamesa, samples
- Dave "Phoenix" Farrell - Bajo
- Mike Shinoda - Voz, Teclados, sampler